# 卓越號滅火輪

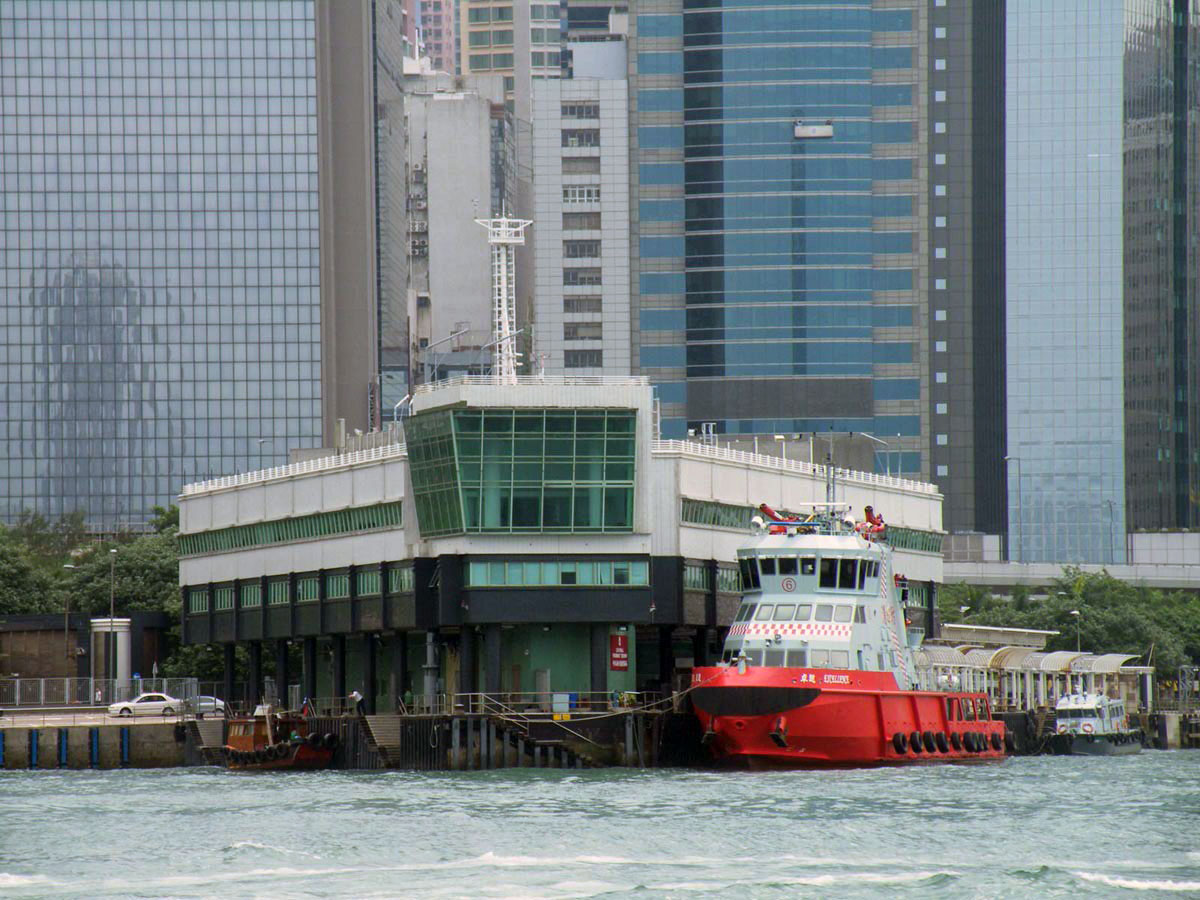
卓越號停泊於中環一號碼頭

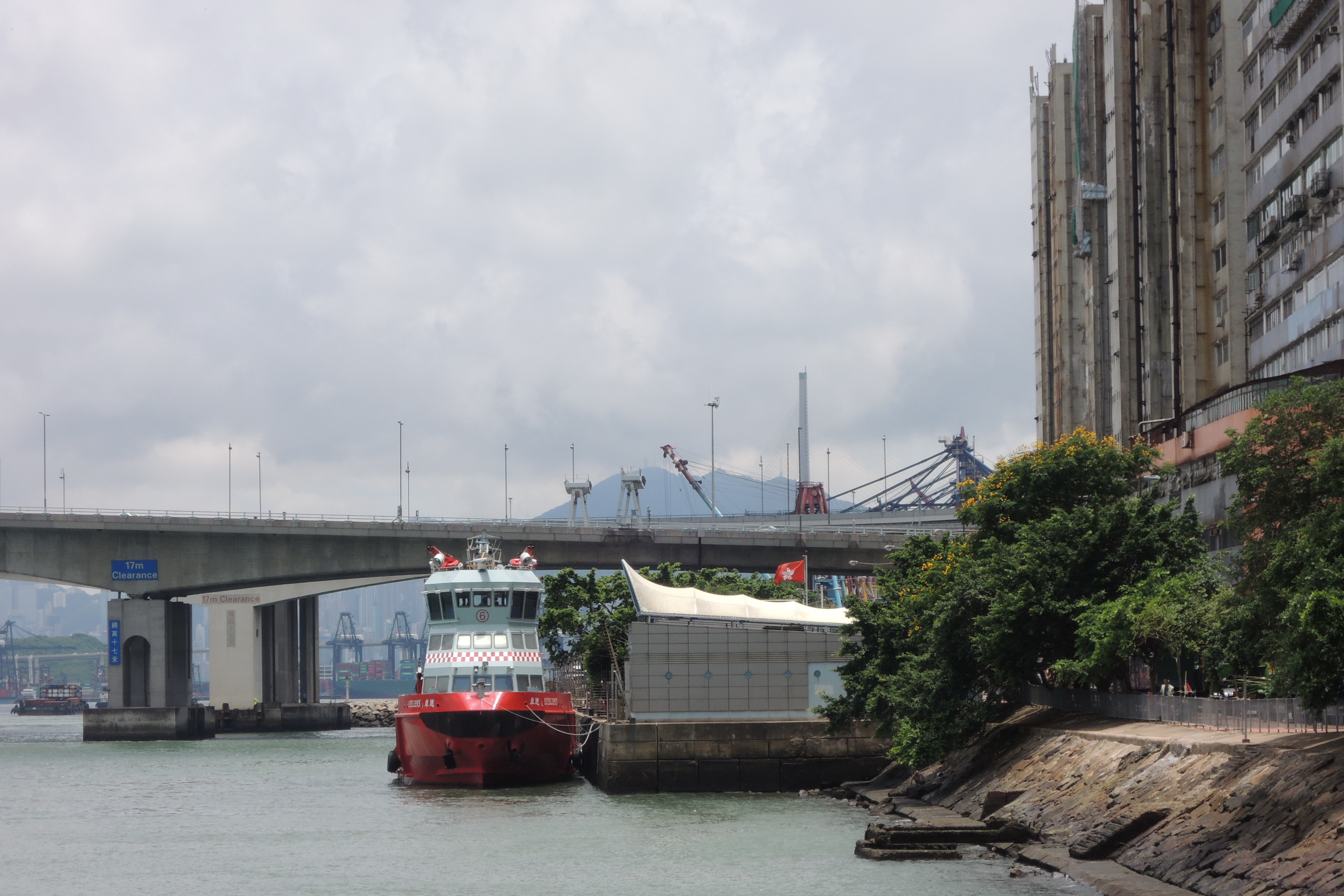
卓越號滅火輪駐守於青衣滅火輪消防局

卓越號（亦即六號滅火輪；英文：Excellence）是香港消防處一艘滅火輪，駐守於青衣滅火輪消防局，提供消防及救援（包括提供予潛水組進行潛水相關任務）服務。於2004年於廣東省建造（第一艘於中國大陸建造的香港滅火輪），於2005年4月18日起服役，接替服役達24年的六號滅火輪作為大型滅火輪的職能，成為正規滅火輪輪隊之一。卓越號為目前香港消防處滅火輪輪隊當中，排行第3艘服務年期最少的滅火輪；此外，卓越號為滅火輪輪隊當中裝備為最精良的滅火輪，亦被譽為世界上其中一艘最佳的滅火輪。

## 命名
香港消防处共有8艘灭火轮，除了精英號外，均是以1至8號來命名。精英號因為是1號，是灭火轮輪隊旗艦方才獲得特別命名。然而卓越號的級數与精英号相近，而且设备上更比較精英号為先進，故此獲得批准予以特別命名。

## 規格
- 消防泵：1個獨立消防泵及2個由主引擎帶動的消防泵
  - 每分鐘泵水量：每個每分鐘40,000升（即合共每分鐘120,000升）
- 儲存量：燃料：40,570升、淡水：22升、泡劑：30,000升
- 船面水／泡炮：2座遙控主水炮、2座遙控水／泡炮、4座人手操控的水／泡炮
  - 出水口：10個100毫米口徑及2個70毫米口徑的出水口、射程遠達150至160米
- 導航儀器：2個船用雷達、全球定位系統、回聲測深儀及電子海圖
- 其他：卓越號設立潛水減壓艙及潛水員吊籠，可以於同一時間內運送3名潛水員至60米水深的水域範圍。

## 歷史
卓越號於2004年建造，投資額數為5千3百萬港元，於同年11月9日下水，於2005年3月18日由香港消防處接收，經過消防人員作出過多方面的測試後，確保卓越號的各部份均運作良好，於同年4月18日正式投入服務。香港消防處考虑到香港青衣岛油库的海面範圍停泊了不少油轮及貨輪，而且岸上亦有许多具有潜在危险的设施，例如油庫及化學工業工廠等等；而且假如葵涌货柜码头发生火災时，亦需要从水路支援陸人單位等，故此於接收卓越号後，安排其駐守於青衣滅火輪消防局。
卓越號也曾參與香港電台電視節目《火速救兵》系列演出，包括2010年第1版單元六《深海潛流》及2018年第4版單元一《火伴》。當時在停泊中區滅火輪消防局。

## 相關參見
- 精英號